# یک‌چرخه

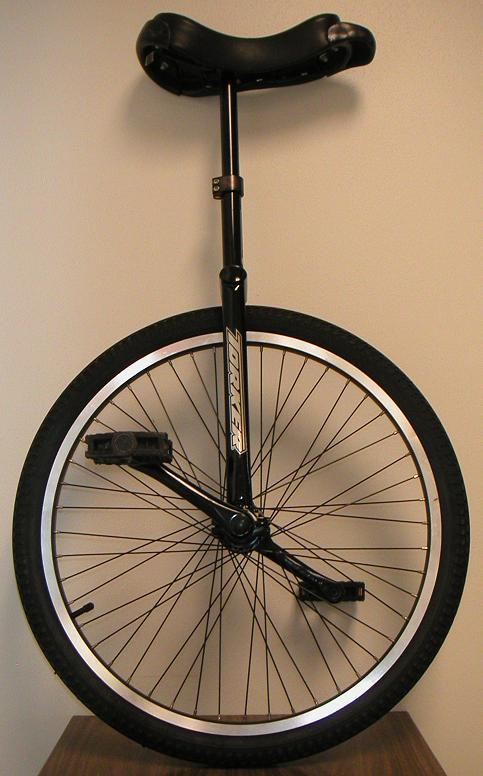
نمونه‌ای از یکچرخه

یـِک‌چَرخه یا تَک‌چَرخ یک وسیلهٔ ترابری یک چرخه است که با نیروی انسان توسط رکاب حرکت می‌کند. یک‌چرخه‌ها شبیه دوچرخه‌ها هستند ولی از پیچیدگی کم‌تری برخوردار هستند